# Saint Maudez
Saint Maodez est un saint breton ayant vécu au Ve ou VIe siècle qui fait partie des saints bretons plus ou moins mythiques non reconnus officiellement par l'Église catholique. Ce saint est également appelé Maudez (en français), Maudé, Maudet (en parler gallo), Mawes (en cornique) ou encore Mandé (voir le toponyme Saint-Mandé). Selon le calendrier breton il est fêté 18 novembre.

## Hagiographie

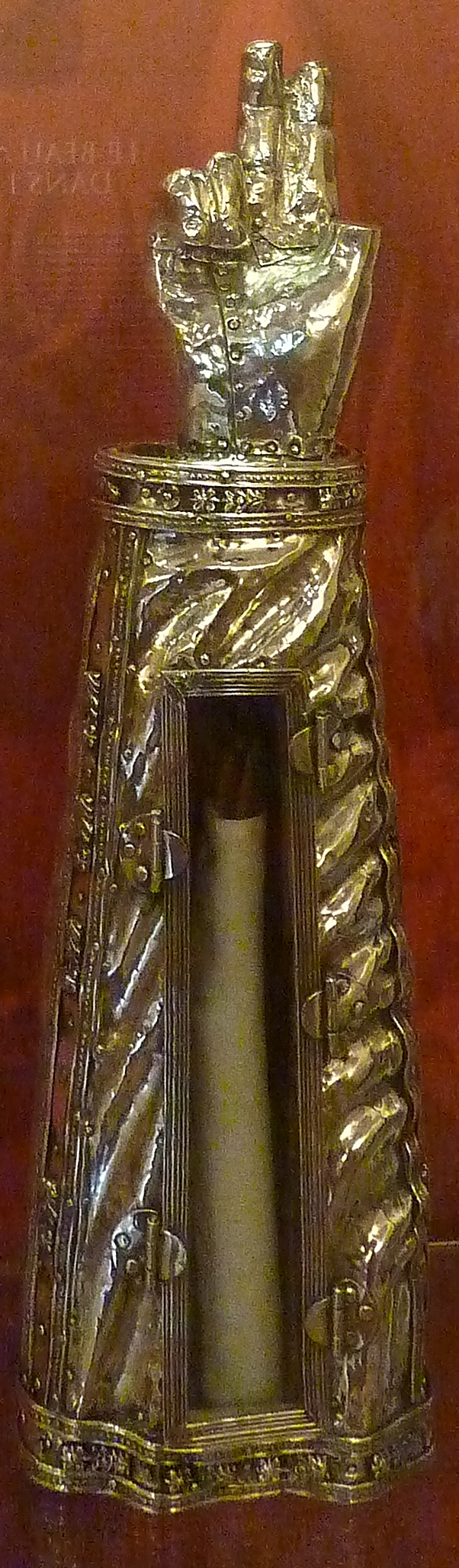
Bras reliquaire contenant une relique de saint Maodez (v. 1500), argent et dorure, église de Saint-Jean-du-Doigt, (musée départemental breton).

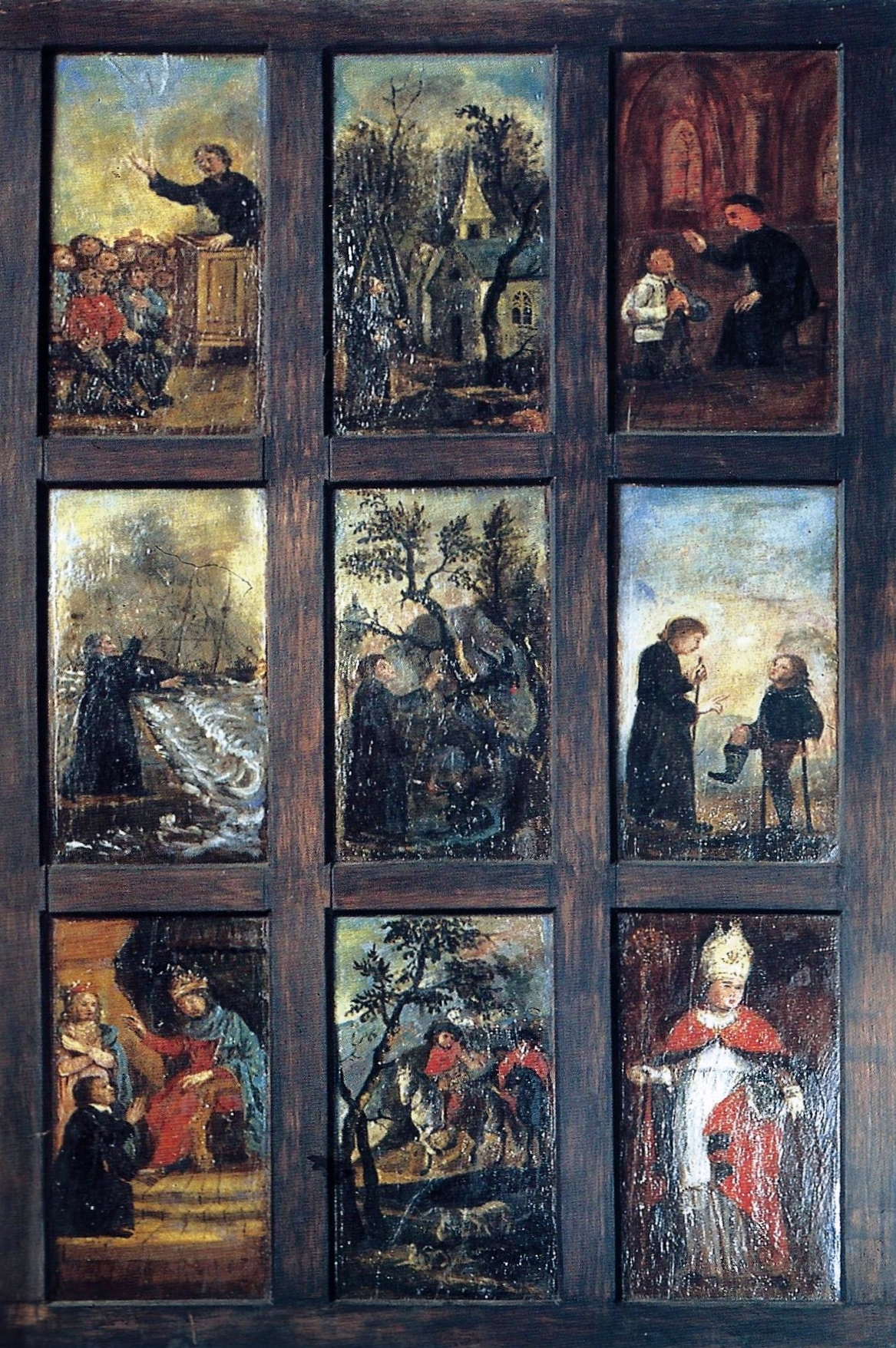
Panneau en bois illustrant la vie de saint Maodez (église paroissiale de Plogonnec).

Le nom Maodez vient du celtique brittonique *magu-diδ, "serviteur de Dieu".
Donné comme Irlandais d'origine, saint Maodez est selon son hagiographie bretonne, le dernier des dix enfants du roi Ercleus et de la reine Getuse. Élevé par ses parents jusqu'à l'âge de sept ans, il passe les dix années suivantes dans un monastère puis est ordonné prêtre. De retour à la cour de son père, il aurait réformé les mœurs dissolues de la cour par sa vie exemplaire et ses prédications. Mais ne pouvant trouver la quiétude parmi les tracas de la cour, il s'embarque pour la Bretagne Armoricaine qu'il atteint au troisième jour de mer. Issu de l'émigration bretonne en Armorique, il aurait débarqué à Port-Béni près de Pleubian où il se serait établi, avec ses deux compagnons Budoc et Tudi, en un lieu nommé Lesvanalec, le château de la genêtière, et devenu par la suite Saint-Maudez en Pleumeur-Gautier. Il aurait obtenu du père abbé, saint Ruelin, le droit de s'établir dans un lieu solitaire situé ente les estuaires du Jaudy et du Trieux connu actuellement sous le nom de Lanmodez ("sanctuaire de Maodez ou Maudez"), dans l'actuel département des Côtes-d'Armor, où les pèlerins venaient écouter son enseignement. Il y guérissait les sourds, les aveugles et les paralytiques.
C'est surtout en Bretagne armoricaine que son culte est attesté avec une prédominance de la côte du Trégor où il est réputé avoir créé au Ve siècle dans une île, Gueit Enez, connue aujourd'hui  sous le nom d'île Maudez, un monastère proche de l'île de Bréhat. Le monachisme dans les îles est typique du christianisme celtique du VIe siècle au XIe siècle. Il fut inhumé sur cette île.
Il s'y installe avec deux disciples, saint Budoc et saint Tudy (ou saint Tugdual). Selon son hagiographie, il en chasse les nombreux serpents et c'est pourquoi il est invoqué pour se défendre contre tout ce qui rampe (reptiles, insectes, vers). On peut voir dans l'île la trace d'une implantation et une sorte d'abri individuel cylindrique en pierre, appelé Forn Maodez (le four de Maudez) par la tradition locale, correspondant à une cellule en forme de ruche dans lequel il vivait,.
Au IXe siècle, ses reliques sont transportées à la cathédrale de Bourges pour fuir l'arrivée des Normands, ainsi qu'à Saint-Mandé (Saint-Maudez), près de Paris. Rapportées en Bretagne, elles sont réparties entre neuf églises dont la cathédrale de Quimper, Châteaulin, Le Juch, l'hôpital de Lesneven, ..
Sa sœur, sainte Juvelte (ou sainte Juvette) est également honorée, en particulier à Henvic (Finistère) où la "Vieille église", ainsi que l'actuelle, leur sont consacrées et où un diptyque de style gothique énumère, sous leurs statues, leurs miracles respectifs : saint Maodez guérissant les infirmes, recevant la bénédiction de son père, délivrant un possédé, rendant la vue à un aveugle et sainte Juvette ressuscitant un seigneur, délivrant des possédés, des "fols", des enragés, donnant la vue à des aveugles, l'ouïe aux sourds et la parole aux muets, défendant aux oiseaux et bêtes « d'endommager le bled des pauvres gens ».

## Un saint guérisseur
La légende dit que saint Maudez débarrassa Gueldenes (Île Maudez) des vers qui l'infestaient; l'île devint alors habitable. Plus tard, les gens s'y rendaient pour se guérir des vers. Suivant l'endroit, on l'invoque contre les vers, contre les fièvres infantiles, contre les maladies des yeux ou encore pour guérir des furoncles, des morsures de serpents et des maux de pieds.
Dans un article intitulé "Les spécialisations thérapeutiques des saints bretons : le cas précoce de Maudez", André-Yves Bourgès écrit :

« L’hagiographe explique que les malades souffrant d’infirmités diverses, et plus particulièrement d’infestations de vers, qui viennent sur l’île de Gueldenes où avait été enseveli le saint, doivent prélever dans les fondations de son sépulcre de la terre qu’ils mélangent avec de l’eau et cette mixture qui guérit et fait mourir les vers. A ce stade, nous sommes encore loin de l’invocation contre l’enflure du genou dont il a été fait mention plus haut, même s’il est impossible de préjuger de ce que l’hagiographe rangeait dans la catégorie assez vague des « infirmités diverses ». Quant au procédé par lequel les malades obtenaient leur guérison, il s’agit d’une pratique ancienne et assez commune : Grégoire de Tours déjà cite plusieurs exemples de saints dont on grattait le tombeau pour en recueillir de la poussière ; les textes hagiographiques relatifs à saint Hubert, saint Girard, saint Benoît et saint Bénigne nous apprennent que, pour être administrée aux malades, cette poussière était dissoute dans de l’eau ou bien dans du vin, pratique très similaire à celle du vinage. À Poitiers, les mères de famille avaient l’habitude de gratter le tombeau d’un saint réputé guérir des vers et d’administrer la poussière ainsi recueillie à leurs enfants ; une barrière en bois ayant été érigée par le clergé pour empêcher cette pratique, ce fut la poussière grattée sur les barreaux qui servit désormais à la préparation du remède. »

## Ses traces dans la Bretagne actuelle
Le saint est représenté généralement en chape, mitre et crosse.

### Nom de lieux
- Deux communes des Côtes-d'Armor font référence à Maudez: Lanmodez / Lanvaodez et Saint-Maudez / Sant-Vaodez.
- L'île Maudez[8] fait partie de l'archipel de Bréhat et dépend de la commune de Lanmodez (une construction circulaire dont des restes sont identifiables située sur l'île serait un reste de la cellule monastique construite par saint Maodez) et une Croix de Maodez[9] se trouve dans l'île de Bréhat (une légende raconte que saint Maodez serait venu évangéliser Bréhat. Les habitants auraient appelé le diable pour le chasser et le saint serait parti dans une auge de pierre, prouvant ainsi la puissance de son Dieu. Après avoir été frappés de tous les maux, les Bréhatins auraient demandé au saint homme de revenir et lui auraient construit une croix).
- Maodez ou Le Vieux Maudez, quartier de la commune de Plouaret.
- Saint-Maudez /Sant-Vaodez, lieu-dit en la commune d'Edern, dans le Finistère[10].
- À Lorient, la faculté des sciences de l'UBS se situe sur le campus de Saint-Maudé.

### Édificesreligieux

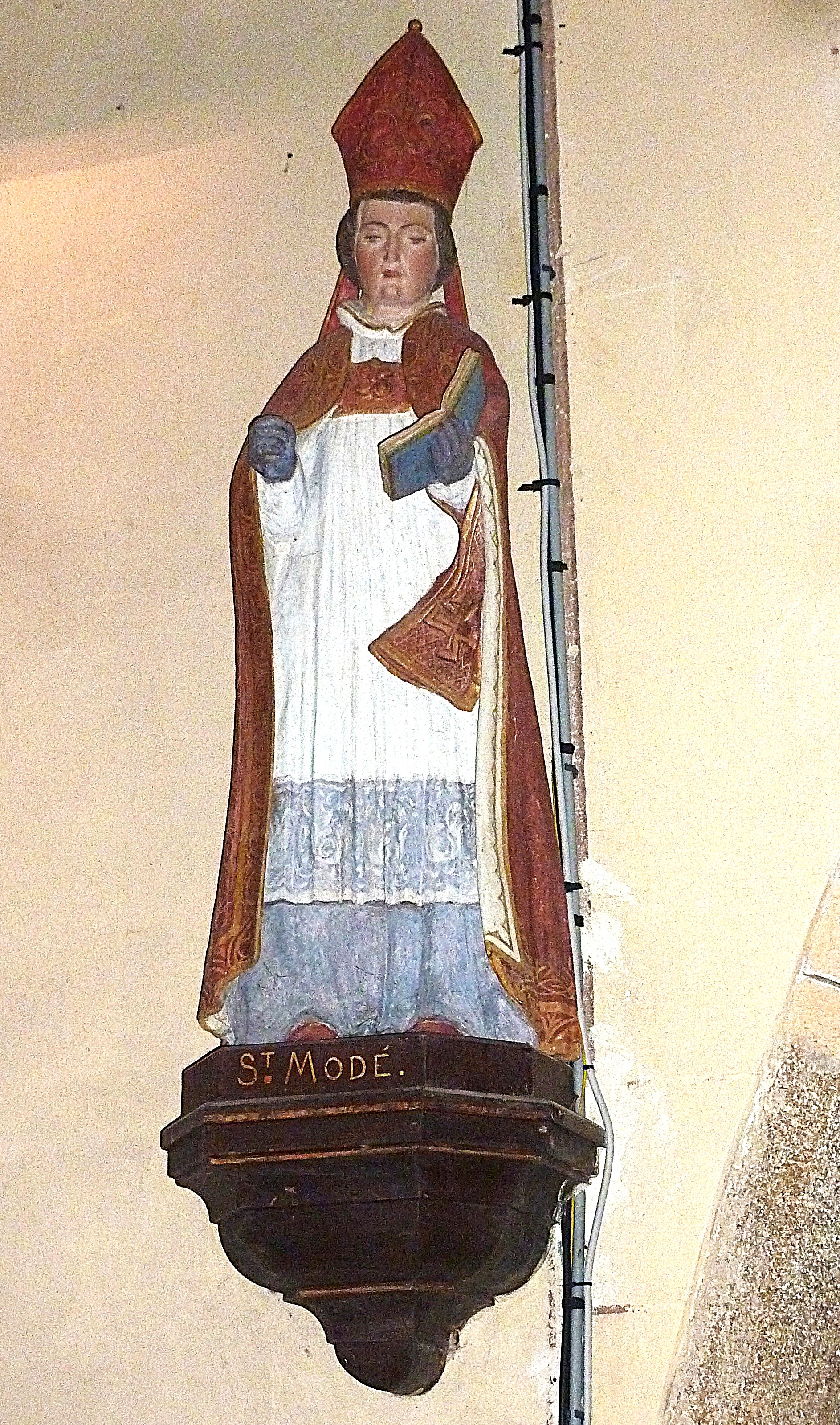
Église Saint-Michel de Saint-Michel-en-Grève ː statue de saint Modé [saint Maudez].

- Les églises paroissiales de Landebaëron, de Coatascorn, de Duault et de Hengoat sont placées sous le patronage du saint. Un os du bras en est conservé comme relique à Landebaëron tandis que l'église de Plouézec en possède le chef dans un reliquaire provenant de l'abbaye de Beauport. L'église Saint-Maudez de Hengoat possède un bras-reliquaire de son saint patron[6].
- Les deux églises de Henvic consacrées à saint Maodez et sainte Juvelte.
- Plus de soixante chapelles sont dédiées à saint Maodez, notamment à Guiscriff, Lanvellec, Plouyé[11], Lennon[12] (sous le nom de chapelle Saint-Maudet) , Bohars, Mahalon, Guerlesquin, Plouaret, Le Haut-Corlay, etc.

### Fontaines & statues
- Des fontaines dédiées à saint Maodez existent à Saint-Jean-Trolimon[13], à Lennon, à Plonéour-Lanvern (Languivoa), à Saint-Pabu, etc.
- La chapelle de Saint-Guénolé à Ergué-Gabéric, celle de Langivoa à Plonéour-Lanvern, celle de Notre-Dame de Tronoën à Saint-Jean-Trolimon, celle de Saint-Sébastien à Saint-Ségal, etc. ainsi que les églises paroissiales de Pencran, Plonéis, Plogonnec, Saint-Jean-du-Doigt, Saint-Michel-en-Grève, etc.. et enfin le Musée de Dinan possèdent des statues du saint.

### Hors de Bretagne
- Sous le nom de Saint Mawes, on le trouve en Cornouailles britannique à Saint-Mawes (près de Falmouth), de l'autre côté de la rivière Fal et peut-être aux Sorlingues.